# Internationaler Wettbewerb für junge Dirigenten Lovro von Matačić
Der Internationale Wettbewerb für junge Dirigenten Lovro von Matačić wird von der Lovro und Lilly Matačić Stiftung organisiert. Der Wettbewerb findet alle vier Jahre in Zagreb (Kroatien) statt und ist für Dirigenten bis zum Alter von 35 Jahren offen.

## Geschichte des Wettbewerbs
Die Lovro und Lilly Matačić Stiftung setzt durch die Organisation eines Dirigentenwettbewerbs den Weg, den sein geistiger Vater Lovro von Matačić eingeschlagen hat, fort. Der Wettbewerb wird als ein Forum der Nachwuchsförderung gestaltet, das dank seinem Ansehen und Einfluss weltweite Beachtung findet und das Andenken an den Namensgeber aufrechterhält und pflegt.

### 1. Wettbewerb 1995
16. – 23. September 1995
- 1. Preis: nicht vergeben
- 2. Preis: Dmitri Liss (Russland)
- 3. Preis: Matthew Rowe (Vereinigtes Königreich)

### 2. Wettbewerb 1999
4. – 9. Oktober 1999
- 1. Preis: Alan Buribajev (Kasachstan)
- 2. Preis: Karen Kamenšek (Vereinigte Staaten)
- 3. Preis: Janos Antal (Ungarn)

### 3. Wettbewerb 2003
5. – 12. Oktober 2003
- 1. Preis: Michal Dworzyński (Polen)
- 2. Preis: Dian Čobanov (Bulgarien)
- 3. Preis: Jakub Hruša (Tschechien)

### 4. Wettbewerb 2007
24. – 29. September 2007
- 1. Preis: Jimmy Chiang Chi-Bun (Vereinigtes Königreich)
- 2. Preis: Gene Tzigane McDonough (Vereinigte Staaten)
- 3. Preis: Hikaru Ebihara (Japan)

### 5. Wettbewerb 2011
3. – 8. Oktober 2011
- 1. Preis: Alexei Bogorad (Russland)
- 2. Preis: Kahchun Wong (Singapur)
- 3. Preis: Róbert Farkas (Ungarn)[1]

### 6. Wettbewerb 2015
5. – 11. Oktober 2015
- 1. Preis: Gabriel Bebeşelea (Rumänien)
- 2. Preis: Dean Whiteside (Vereinigte Staaten), So Awatsuji (Japan)
- 3. Preis: nicht vergeben[2]

### 7. Wettbewerb 2019
5. – 10. Oktober 2019
- 1. Preis: Valentin Egel (Deutschland)
- 2. Preis: Toby Thatcher (Vereinigtes Königreich, Australien)
- 3. Preis: Junping Chian (China)[3]

### 8. Wettbewerb 2023
17. – 22. September 2023
- 1. Preis: Niklas Benjamin Hoffmann (Deutschland)
- 2. Preis: Ka Hou Fan (Macau)
- 3. Preis: Liao Brian (Taiwan)[4]